# Differdange
Differdange é uma comuna de Luxemburgo com status de cidade, pertencente ao distrito de Luxemburgo e ao cantão de Esch-sur-Alzette.

## Demografia
Dados do censo de 15 de fevereiro de 2001:
- população total: 18.172
  - homens: 9.011
  - mulheres: 9.161

- densidade: 819,30 hab./km²
- distribuição por nacionalidade:

| Nacionalidade  | População | %      |
| -------------- | --------- | ------ |
| luxemburgueses | 10.439    | 57,45% |
| estrangeiros   | 7.733     | 42,55% |
| - portugueses  | 3.969     | 21,84% |
| - franceses    | 662       | 3,64%  |
| - italianos    | 1.390     | 7,65%  |
| - belgas       | 282       | 1,55%  |
| - alemães      | 145       | 0,80%  |
| - iuguslavos   | 751       | 4,13%  |
| - outros       | 534       | 2,94%  |

- Crescimento populacional:

| Ano        | População |
| ---------- | --------- |
| 15/02/2001 | 18.172    |
| 01/01/2002 | 18.300    |
| 01/01/2003 | 18.578    |
| 01/01/2004 | 18.891    |
| 01/01/2005 | 19.005    |
| 01/01/2010 | 21.530    |
| 01/01/2015 | 24.304    |
| 01/01/2021 | 27.869    |